# Jacob Arcadelt
Jacob Arcadelt, född omkring 1510 och död 14 oktober 1568, var en nederländsk kompositör.

## Biografi
Arcadelt var körledare i Capella Giulia i Rom 1539, påvlig kapellsångare, från 1555 kapellmästare hos kardinal Karl av Lothringen i Paris. Arcadelt tillhör den tredje fransk-belgiska skolan och har vunnit anseende som kompositör av kyrkliga verk (mässor, motetter), men är i synnerhet känd genom 6 böcker madrigaler (1539-44), vilka senare utkommit i åtskilliga upplagor. De tillhör 1500-talets bästa musikaliska alster och kom ut i nytryck i Publikation älterer praktischer und teoretischer Musikwerke, 23, 1899 i Trésor Musical av R. J. van Maldeghem.